# Knook Manor
Knook Manor  è una casa di campagna nel villaggio e parrocchia civile di Knook nella contea del Wiltshire nel Sud Ovest dell'Inghilterra, Regno Unito. L'edificio è stato edificato nel XVI secolo ed è considerato dall'English Heritage un monumento classificato di prima categoria per il suo particolare interesse storico e architettonico.

## Storia

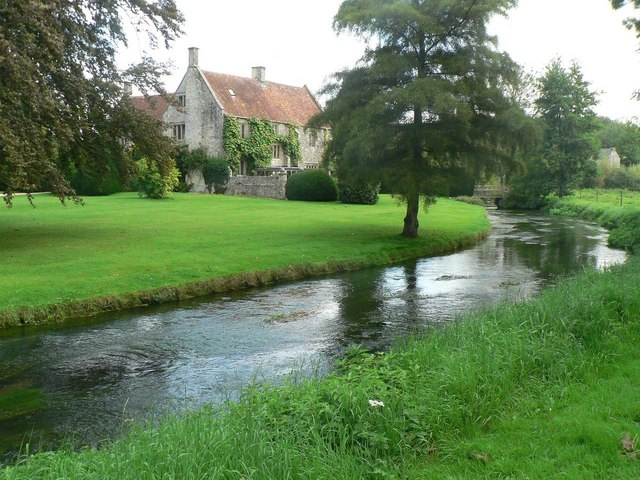
Knook Manor visto dalla riva opposta del fiume Wylye

Nel 1086 il maniero di Knook viene citato nel Domesday Book come maniero Cunuche. La struttura che ci è pervenuta è stata edificata a partire dal XVI secolo ed è stata oggetto di importanti interventi circa un secolo dopo, nel 1637. Nel XX secolo è stata aggiunta una veranda durante i restauri realizzati dalla famiglia Crichton-Maitland negli anni venti.

## Descrizione
L'English Heritage ha inserito dall'11 settembre 1968 Knook Manor tra gli edifici storici come monumento classificato di prima categoria col numero 1364327.

### Esterni
Il maniero si trova nell'abitato del villaggio di Knook nella contea del Wiltshire nel Sud Ovest dell'Inghilterra, Regno Unito. Posto a breve distanza dal fiume Wylye ha una pianta a L con la facciata principale che si alza su due piani in pietra calcarea. Il portico a due piani presenta un timpano al centro con aperture ad arco Tudor e finestre a bifora con montanti al primo piano. Sulla parte esterna è visibile una pietra che porta incisa la data 1637. Al primo piano vi sono quattro finestre con montanti smussati incassati con modanature su entrambi i lati del portico. L'ala sporgente a destra presenta contrafforti con sfalsature, finestre a due luci con colonnine a sinistra, camino esterno e finestre a due e tre luci con colonnine a timpano. L'ingresso destro presenta finestre a due e tre luci con colonnine a timpano con cornici, una veranda risalente al XX secolo. Il retro dell'ala principale presenta un grande camino laterale a sinistra. Il timpano posteriore dell'ala presenta colonnine a quattro luci con colonnine. L'ingresso sinistro presenta un ampliamento a un piano, una colonnina a due luci con colonnine ovoli al primo piano. La copertura del tetto è in pietra calcarea lavorata con tegole dai bordi smussati e camini in pietra con modanature.

### Interni
Negli interni la stanza principale ha un camino in pietra italiana risalente al XVI secolo mentre la stanza a sinistra ha un camino aperto con architrave rialzato e centinato su stipiti in pietra. L'ala del XVII secolo ha camini in pietra ad arco in stile Tudor al piano terra e al primo piano, stipiti con modanature a ovolo con fermi tra l'ala e il camino principale, porte a 8 pannelli con rivestimento in legno. Alcune di queste porte sono copie dei primi del XX secolo. Le scale nell'ala laterale mostrano montanti con modanature a ovolo e sono senza balaustre.